# Tam Thánh Mẫu
Tam Thánh Mẫu (三聖母) còn gọi là Tam Thánh Công chúa, Hoa Nhạc Tam nương nương, Hoa Nhạc Thánh Mẫu là một nhân vật trong Thần thoại Trung Quốc trấn giữ Hoa Sơn, nhận hương hỏa của nhân dân Hoa Sơn. Tam Thánh Mẫu tên thật là Dương Liên (楊蓮), trong phim truyền hình Bảo Liên Đăng tiền truyện được gọi với cái tên Dương Thiền (楊嬋).

## Tiểu sử
Tam Thánh Mẫu là con thứ ba của Dương Thiên Hựu và Dao Cơ (em gái của Ngọc Hoàng), dung nhan xinh đẹp và trí tuệ vẹn toàn. Hai anh trai là Dương Giao và Nhị lang thần Dương Tiễn. Dương Thiền sử dụng Bảo Liên Đăng vốn là của Nữ Oa khi tạo ra trời đất đã sử dụng. Chỉ có sự nhân từ lớn mới sử dụng được Bảo Liên Đăng bách chiến bách thắng này.
Hoa Nhạc Tam Nương ở Hoa Sơn thường xuyên trông thấy nam nữ lên núi dâng hương nên vô cùng hâm mộ cuộc sống của phàm nhân. Một hôm, bà ở trong cung ca múa thì đột nhiên có một thư sinh đi vào. Vì quá vội vã, Tam Nương đã bay lên hoa sen ngồi và hóa thành pho tượng nhưng dải lụa vẫn ở trên bàn. Bởi vì thi rớt, trên đường trở về quê hương, thư sinh rẽ vào trong chùa Hoa Sơn. Nhìn thấy dải lụa ở trên bàn, thư sinh liền cầm bút giãi bày hoài bão của mình. Tam Nương nhìn thấy thư sinh liền ngưỡng mộ phong thái của chàng. Lúc thư sinh xuống núi, bỗng nhiên gặp một con mãng xà, Tam Nương lấy Bảo Liên Đăng cứu giúp. Hai người gặp nhau rồi thành vợ chồng, sau này, sinh được một người con. Nhị Lang Thần vô cùng phẫn nộ khi biết việc này liền dẫn thiên binh đi bắt Tam Nương. Trước khi bị bắt đi, Tam Nương trao cho chồng một khối trầm hương và nói rằng đặt tên con là Trầm Hương.
Dương Thiền kết hôn với người phàm tên là Lưu Ngạn Xương có một con trai là Lưu Trầm Hương. Vì chuyện này mà Dương Thiền bị giam dưới Hoa Sơn sau khi mới sinh con.
10 năm sau, Trầm Hương một mình lên núi Hoa Sơn cứu mẹ, tình cờ gặp một vị Đại Tiên truyền Pháp và tặng cho búa thần. 3 năm sau, Trầm Hương đi lên Hoa Sơn gặp Nhị Lang Thần đòi công đạo, dùng búa thần giải cứu được mẹ với sự giúp đỡ của Nhị Lang Thần đồng thời giúp thay đổi thiên quy.
Người đời sau cảm động trước việc Hoa Nhạc Tam Nương dũng cảm theo đuổi tình yêu của mình nên đã phong bà là Thần bảo vệ tình yêu.

## Trên Phim Ảnh
- Uông Minh Thuyên trong Hoa Sơn Thánh Mẫu
- Vu Lợi trong Thiên Địa Truyền Thuyết Bảo Liên Đăng
- Park Shi Yeon trong Bảo Liên Đăng
- Châu Dương trong Bảo Liên Đăng tiền truyện
- Lý Văn Văn trong Phong Thần Anh Hùng Bảng 2